# Norvège aux Jeux olympiques d'hiver de 1984
Cet article contient des informations sur la participation et les résultats de la Norvège aux Jeux olympiques d'hiver de 1984 à Sarajevo en Bosnie-Herzégovine.
L'équipe de Norvège olympique a remporté 9 médailles (3 en or 2 en argent et 4 en bronze) lors de ces Jeux olympiques d'hiver de 1984, se situant à la 6e des nations au tableau des médailles.
Le porte-drapeau norvégien de la délégation norvégien était la patineuse Bjørg Eva Jensen.

## Liste des médaillés norvégiens

### Médailles d'or
| Sport              | Discipline          | Sportifs                                                     | Performance |
| ------------------ | ------------------- | ------------------------------------------------------------ | ----------- |
| Médailles d'or : 3 |                     |                                                              |             |
| Combiné nordique   | Individuel (H)      | Tom Sandberg                                                 |             |
| Biathlon           | Sprint (H)          | Eirik Kvalfoss                                               |             |
| Ski de fond        | 4 × 5 km relais (F) | Inger-Helene Nybråten Anne Jahren Brit Pettersen Berit Aunli |             |

### Médailles d'argent
| Sport                 | Discipline   | Sportifs                                             | Performance |
| --------------------- | ------------ | ---------------------------------------------------- | ----------- |
| Médailles d'argent: 2 |              |                                                      |             |
| Biathlon              | 4x7,5 km (H) | Odd Lirhus Eirik Kvalfoss Rolf Storsveen Kjell Søbak |             |
| Ski de fond           | 5 km (F)     | Berit Aunli                                          |             |

### Médailles de bronze
| Sport                  | Discipline | Sportifs           | Performance |
| ---------------------- | ---------- | ------------------ | ----------- |
| Médailles de bronze: 4 |            |                    |             |
| Patinage de vitesse    | 1000 m (H) | Kai Arne Engelstad |             |
| Ski de fond            | 20 km (F)  | Anne Jahren        |             |
| Biathlon               | 20 km (H)  | Eirik Kvalfoss     |             |
| Ski de fond            | 10 km (F)  | Brit Pettersen     |             |

## Engagés norvégiens par sports

### Hockey sur glace
L'équipe de hockey sur glace compte 20 joueurs
- Gardiens de but : Jørn Goldstein, Jim Marthinsen
- Défenseurs : Trond Abrahamsen, Åge Ellingsen, Øystein Jarlsbo, Jon-Magne Karlstad, Øivind Løsåmoen, Erik Nerell
- Attaquants : Cato Hamre Andersen, Arne Bergseng, Stephen Foyn, Roy Johansen, Erik Kristiansen, Per-Arne Kristiansen, Sven Lien, Ørjan Løvdal, Geir Myhre, Bjørn Skaare, Petter Thoresen, Frank Vestreng